# Barbara Shelley
Barbara Shelley, nascuda Barbara Teresa Kowin; (Londres, 13 de febrer, 1932 - Idem. 3 de gener, 2021) va ser una actriu anglesa de cinema i televisió. Va aparèixer en més d'un centenar de pel·lícules i sèries de televisió. Va ser especialment coneguda pel seu treball en pel·lícules de terror, en particular Village of the Damned; Dràcula, príncep de les tenebres; Rasputin, el monjo boig i Què va arribar llavors?.

## Biografia
Shelley va néixer a Londres. Els seus pares eren May (de soltera Hayes) i Robert Kowin. Tenia una germana gran, Jo, que va emigrar al Canadà per convertir-se en escriptora i productora de CBC Television. Shelley va assistir a una escola conventual a Harlesden, al nord de Londres, on va actuar en produccions de Gilbert i Sullivan i obres de teatre escolar, a més de participar en festivals locals de teatre juvenil catòlic. Inicialment tímida a l'escenari, la seva professora d'interpretació li va suggerir que emprengués el modelatge per guanyar confiança en si mateixa. Shelley va seguir el consell i va començar a modelar el 1951, la qual cosa va portar a una oferta d'un paper menor com a comentarista de desfilades de moda a la pel·lícula de 1953 de Hammer Film Productions, Mantrap. Va ser acreditada per aquesta pel·lícula amb el seu nom de naixement, Barbara Kowin. El mateix any, va anar de vacances a Roma i va conèixer l'actor còmic italià Walter Chiari, que va reconèixer el seu talent i li va suggerir que canviés el seu nom pel del seu poeta favorit, Shelley. Encara que havia planejat un mes de vacances, Shelley va viure a Roma durant quatre anys i va aparèixer en nou pel·lícules italianes parlant italià.

## Pel · lícules de terror
Shelley va tornar al Regne Unit el 1957, protagonitzant aquell any la pel·lícula Cat Girl per a British Lion Films. L'any següent va fer la seva primera aparició significativa en una pel·lícula per a Hammer, The Camp on Blood Island. Després va aparèixer al terror gòtic Blood of the Vampire (1958), distribuït per Eros Films, i més tard va tenir diversos papers en llargmetratges de terror, com ara Village of the Damned (1960) per a MGM-British i The Gorgon (La gorgona). (1964), Dràcula, príncep de les tenebres (1966), Rasputin the Mad Monk (1966) i Quatermass and the Pit (Què va arribar llavors?, 1967) per a Hammer. Es va convertir en la millor estrella femenina de la companyia i va ser sobrenomenada la "Reina del Martell". El seu darrer paper a la pantalla va ser a la miniserie Uncle Silas el 1989.

Ryan Gilbey, en el seu obituari a The Guardian, elogia l'actuació de Shelley a les pel·lícules de Hammer, considerant que tenia
| « | "una qualitat racional i fonamentada que a l'instant va conferir gravetat a qualsevol esdeveniment boig que s'estaven desenvolupant al seu voltant". | » |

Dràcula, príncep de les tenebres va protagonitzar al costat de Christopher Lee, interpretant una dona virtuosa que revela a la seva amiga que s'ha convertit en vampir en una escena que Gilbey descriu com a "traumatitzat i tentat" als espectadors. Shelley va considerar que l'escena posterior d'aquesta pel·lícula en la qual el seu personatge està apostat com una de les seves millors obres. A Village of the Damned, basada en la novel·la de ciència-ficció de John Wyndham, The Midwich Cuckoos, va fer una actuació "desgarradora" com una de les mares dels nens alienígenes. Què va arribar llavors?, interpreta a una científica que és agafada per una nau espacial alienígena, en una escena descrita per Gilbey com "dolorsament creïble". Encara que és coneguda com una reina dels crits, el seu crit més famós (a Dràcula) va ser batejat per la coprotagonista Suzan Farmer. El 2010, l'escriptor i actor Mark Gatiss va entrevistar Shelley sobre la seva carrera a Hammer per a la seva sèrie documental de la BBC A History of Horror.
Mentre feia la pel·lícula de televisió de 1961, A Story of David, va conèixer l'estrella de Hollywood Jeff Chandler i van començar una relació. Chandler va morir sobtadament l'any següent. Més tard s'informa que Shelley va dir que havia estat l'amor de la seva vida.

## Treballs televisius i escènics
Les aparicions televisives de Shelley inclouen el primer episodi de Danger Man, "View from a Villa" (1960), més un episodi posterior d'aquella temporada, "The Traitor" (també 1960); The Saint episodi "The Covetous Headsman" (1962); "Death Trap" un episodi de la sèrie Edgar Wallace Mysteries, (1962); un episodi de The New Phil Silvers Show (1963); L'home de la U.N.C.L.E. (1965); dos episodis de 12 O'Clock High (1965 i 1966); Els episodis dels Venjadors "Dragonsfield" (1961) i "From Venus with Love" (1967); Tribunal de la Corona (1972); Z-Cars (1973); la sèrie de televisió Prince Regent (1979); l'adaptació de la BBC de Pride and Prejudice (1980) com a Mrs Gardiner (tia de les germanes Bennet); Els Borgia (1981); el 7 episodi de Blake "Stardrive" (1981); l'episodi de la Sèrie 2 de Bergerac "A Perfect Recapture" (1983); la sèrie de Doctor Who, Planet of Fire (1984) i EastEnders (Gent del barri, 1988).
Shelley també va actuar a la Royal Shakespeare Company de 1975 a 1977. Es va jubilar el 1988.

## Mort
Shelley va ser ingressada a l'hospital el desembre del 2020 per a una revisió. Va ser allà on va contreure COVID-19 durant la pandèmia de COVID-19 a Anglaterra. Tot i que Shelley es va recuperar, es va emmalaltir amb altres condicions de salut subjacents. Va morir el 3 de gener de 2021, a l'edat de 88 anys.

## Filmografia seleccionada
Films

- Mantrap (1953) (com Barbara Kowin)
- New Moon (1955) com Amira
- Destinazione Piovarolo (1955)
- I quattro del getto tonante (1955)
- Motivo in maschera (1955)
- Lacrime di sposa (1955) com Barbara Flam
- Tragic Ballad (1955) com Betty Mason
- Nero's Mistress (1956)[19]
- Toto, Peppino and the Outlaws (1956) com La Baronessa
- Supreme Confession (1956)[20] com Bettina
- Cat Girl (1957)[21] com Leonora Johnson - nascuda Brandt
- The End of the Line (1957)[22] com Liliane
- The Camp on Blood Island (1958)[21] com Kate
- Blood of the Vampire (1958)[20] com Madeleine
- The Solitary Child (1958) com Harriet
- Deadly Record (1959) com Susan Webb
- Murder at Site 3 (1958 com Susan
- Bobbikins (1959)[19] com Valerie
- Village of the Damned (1960)[19] com Anthea Zellaby
- A Story of David (1961)[20] com Abigail
- Shadow of the Cat (1961)[19] com Beth Venable
- Postman's Knock (1962)[23] com Jean
- Edgar Wallace Mysteries episode: Death Trap (1962)[24] com Jean Anscomb
- Stranglehold (1963) com Chris Morrison
- The Gorgon (1964)[19] com Carla Hoffman
- Blind Corner (1964)[25] com Anne
- The Secret of Blood Island (1965)[19] com Elaine
- Dràcula, príncep de les tenebres (Dracula: Prince of Darkness) (1966)[19] com Helen
- Rasputin, the Mad Monk (1966)[19] com Sonia
- Quatermass and the Pit (1967) (US title: Five Million Years to Earth)[19] com Barbara Judd
- Ghost Story (1974)[26] com Matron

## Series televisió
- The Saint (1962, TV Series; Season 1, episode 4-"The Covetous Headsman") com Valerie North
- The Spy Killer (1969, TV Movie)[27] com Danielle
- Justice (1974) "Point of Death" - Aisling Ainsworth
- The Comedy of Errors (1978, TV Movie)[28] com Courtesan
- The Borgias (1981)[27] com Vannozza Canale
- Maigret (1988, TV Movie)[29] com Louise Maigret
- The Dark Angel (1991)[30] com Cusina Monica